# Ameglia
Ameglia (AFI: [aˈmɛʎʎa]; Mègia in ligure e nella variante locale) è un comune italiano di 4 259 abitanti della provincia della Spezia in Liguria.

## Geografia fisica
Il territorio del comune di Ameglia è situato in val di Magra, quasi al confine con la Toscana, e fa parte del bacino idrografico del fiume Magra, dalle rive del quale si estende fino alle alture del monte Caprione. Il territorio si affaccia a sud-ovest sul golfo dei Poeti e di conseguenza sul mar Ligure.
Il comune è compreso, assieme ad altri diciassette comuni dello spezzino, nel Parco naturale regionale di Montemarcello-Magra-Vara.

## Storia

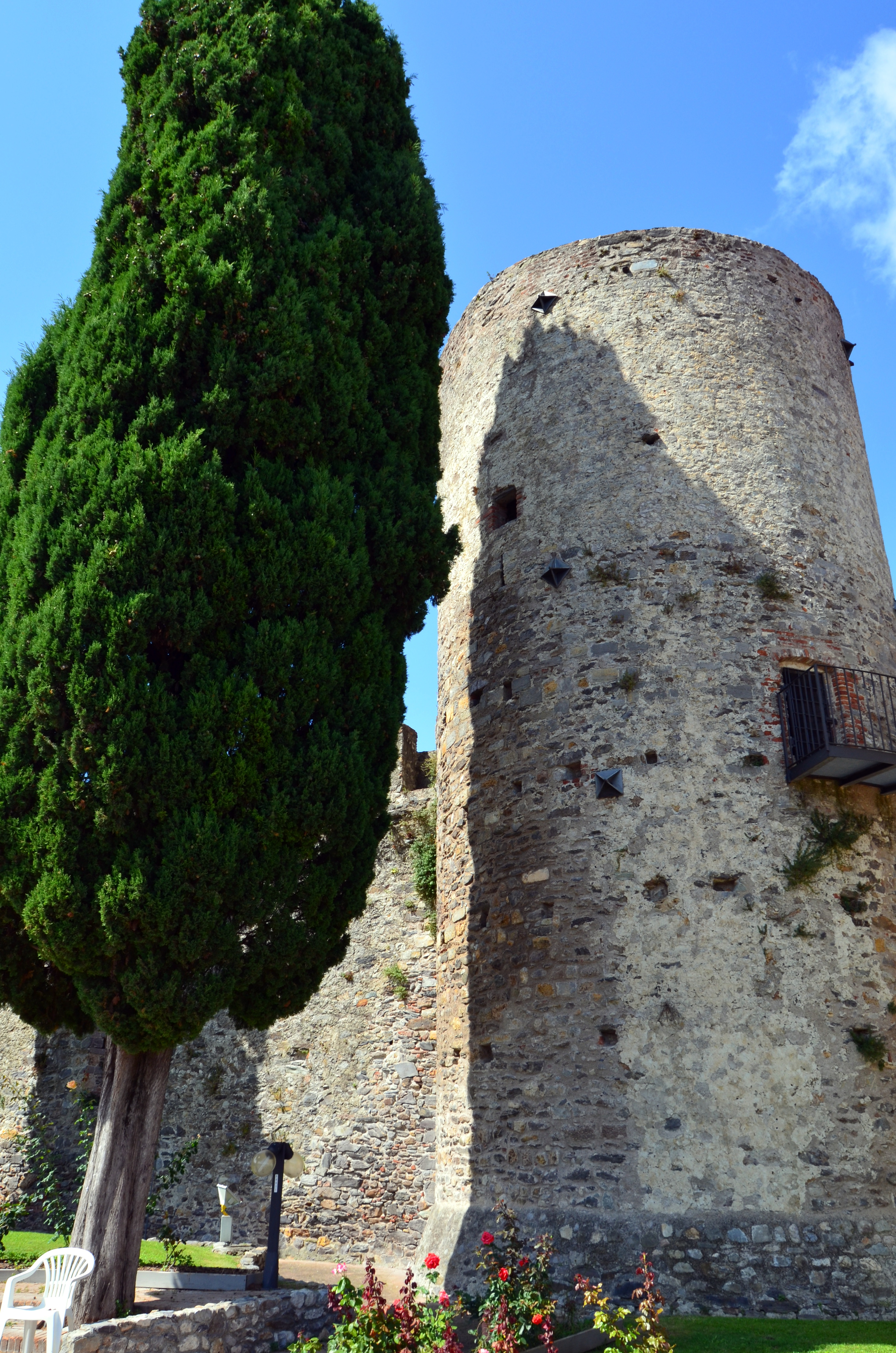
La torre del castello di Ameglia

Il borgo di Ameglia e il suo territorio hanno un'antica storia, che risale al IV secolo a.C. e che ne evidenzia l'importanza mantenuta nei secoli. In questo luogo infatti è stata rinvenuta una necropoli e gli oggetti e le suppellettili ritrovati rivelano che il luogo era un importante centro di vie di traffici sia verso il mare che verso i valichi circostanti.
Più tardi fu centro importante e porto all'epoca romana; di questo periodo rimangono tracce nei resti di una villa marittima romana presso l'odierna frazione marinara di Bocca di Magra.
È comunque nel primo medioevo che Ameglia raggiunse l'apice dell'importanza politico-economica. 

Per la prima volta il borgo è citato nel 963 in un diploma imperiale di Ottone I, nel quale il castrum de Ameliae è donato come feudo al vescovo di Luni Adalberto. Dall'XI secolo i Vescovi quindi scelsero questo luogo protetto come residenza episcopale, fortificandone e rinforzandone le mura.
Parte del feudo nel 1141 fu acquistato da Genova che lo mantenne fino al 1252 quando venne in possesso di Nicolò Fieschi, conte di Lavagna che lo unì alla sua effimera Signoria spezzina.
Sconfitto il Fieschi, il borgo fu occupato per un breve periodo da Oberto Doria e Oberto Spinola. 

I possedimenti sul borgo di Ameglia ritornarono, dal 1284, in possesso dei vescovi lunensi. Durante il XIII secolo furono erette le mura di difesa, la torre del locale castello e il porto.
Nel 1314 è probabile la presenza di Dante Alighieri presso il monastero di Santa Croce del Corvo in Bocca di Magra, secondo la testimonianza resa dal Boccaccio nella celebre Epistola di frate Ilaro. Il 29 giugno 2014 il Centro Lunigianese di Studi Danteschi, presente il prof. Emilio Pasquini, ha condotto nel monastero una giornata di studi in fregio del VII centenario dell'epistola. Nell'occasione è stato emesso uno speciale annullo filatelico celebrativo.
Nel 1321 il borgo fu conquistato dal condottiero lucchese Castruccio Castracani; il territorio passò quindi sotto la dominazione della signoria di Lucca. Alla morte di questi, nel 1328, la cittadella medievale passò sotto l'influenza di diversi signori e famiglie locali, tra cui si possono ricordare: i Doria, i Visconti e i Fregoso. Fu ancora Genova ad acquistarne i diritti feudali dal 1380.

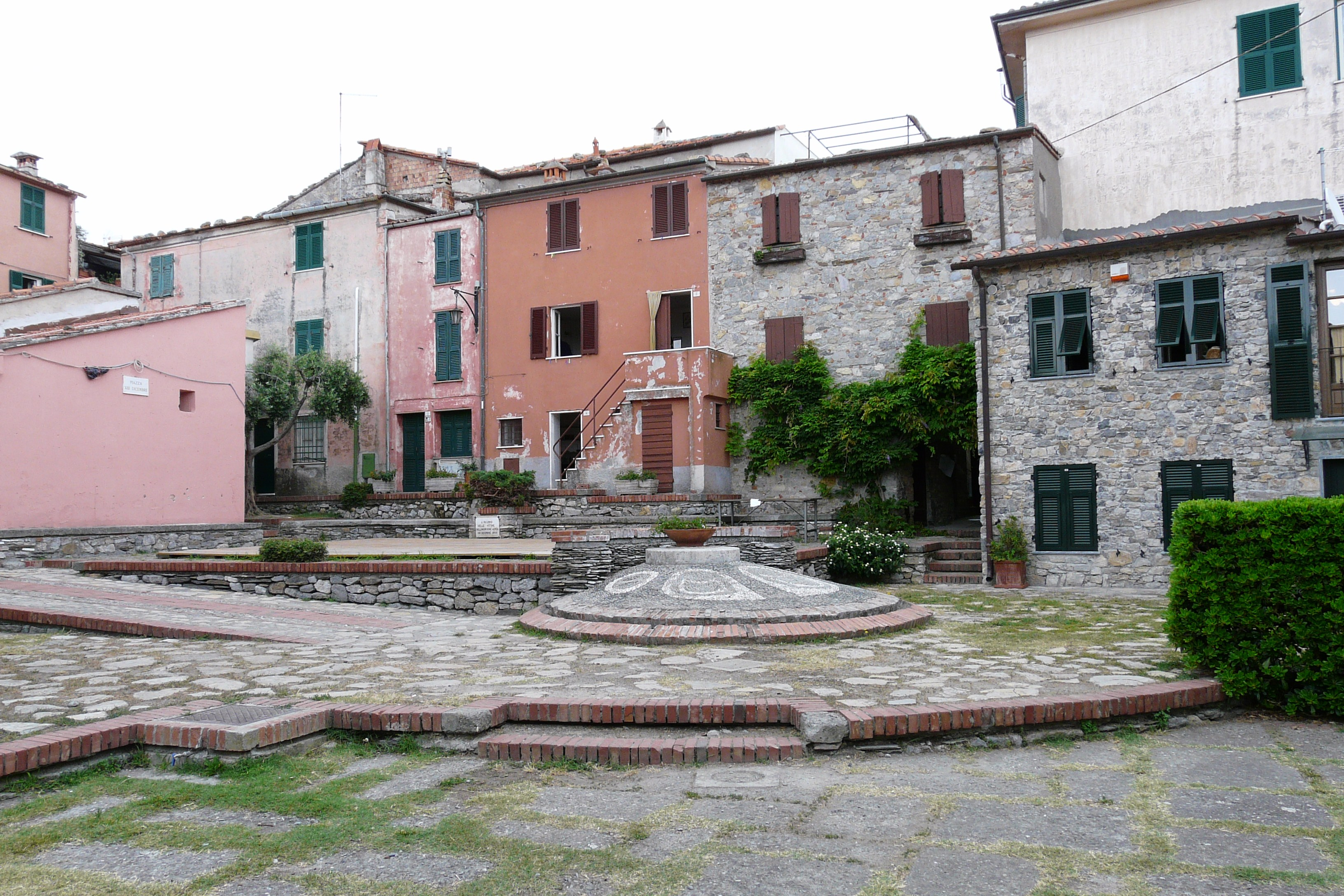
La piazza principale di Montemarcello

Nel secolo successivo Ameglia fu più volte acquistata o ceduta fino a raggiungere una certa stabilità con il definitivo acquisto, secondo alcune fonti a partire dal 1562 o comunque nella seconda metà del XVI secolo, da parte della Repubblica di Genova che sottopose il feudo di Ameglia al Capitaneato di Lerici, seguendone le sorti.
Alla caduta della Repubblica genovese, con la nuova dominazione francese di Bonaparte Ameglia dal 2 dicembre 1797 fu inserita nell'orbita amministrativa di Lerici che a sua volta faceva parte del Dipartimento del Golfo di Venere, con capoluogo La Spezia, nell'ambito della Repubblica Ligure.
Dal 28 aprile 1798 la municipalità di Ameglia rientrò nel III cantone, come capoluogo, della Giurisdizione di Lunigiana e dal 1803 centro principale del II cantone del Carpione nella Giurisdizione del Golfo di Venere. Annesso al Primo Impero francese, il borgo dal 13 giugno 1805 al 1814 venne inserito nel Dipartimento degli Appennini.
Nel 1815 fu inglobato nella provincia di Levante del Regno di Sardegna e successivamente nel Regno d'Italia dal 1861. Dal 1859 al 1927 il territorio fu compreso nel II mandamento di Lerici del circondario di Levante nell'ambito della provincia di Genova prima e, con l'istituzione nel 1923, della provincia della Spezia poi.
Al 1939 risale il distacco della frazione di Tellaro e il suo accorpamento nel territorio di Lerici, mentre gli ultimi aggiustamenti al territorio comunale risalgono al 1960 quando una zona territoriale di Lerici venne aggregata al comune di Ameglia.
Il 25 ottobre 2011 una violenta perturbazione ha colpito il levante ligure (bassa e media val di Vara, val di Magra e Cinque Terre) e la Lunigiana (provincia di Massa e Carrara) con esondazioni, danni, vittime e dispersi in diverse località del territorio ligure e toscano. Tra i comuni più colpiti c'è anche Ameglia dove l'ondata di piena del Magra ha divelto il ponte della Colombiera sulla provinciale 432 (già interessato dall'alluvione del dicembre 2009 e ricostruito nel 2010) tra i centri di Fiumaretta e Bocca di Magra. Le esondazioni hanno inoltre provocato danneggiamenti ai vari cantieri navali e i porticcioli della zona.

### Simboli
Stemma
Gonfalone
Lo stemma e il gonfalone sono stati modificati e concessi con il decreto del presidente della Repubblica del 25 agosto 2020.

Il precedente stemma era stato concesso con il regio decreto del 5 agosto 1927. In precedenza la comunità aveva utilizzato come proprio simbolo l'antico stemma dei vescovi di Luni (d'azzurro, al crescente montante d'oro, sormontato da tre stelle, male ordinate, dello stesso) che governarono la contea di Ameglia tra il 1020 e gli inizi del XIV secolo.

## Monumenti e luoghi d'interesse

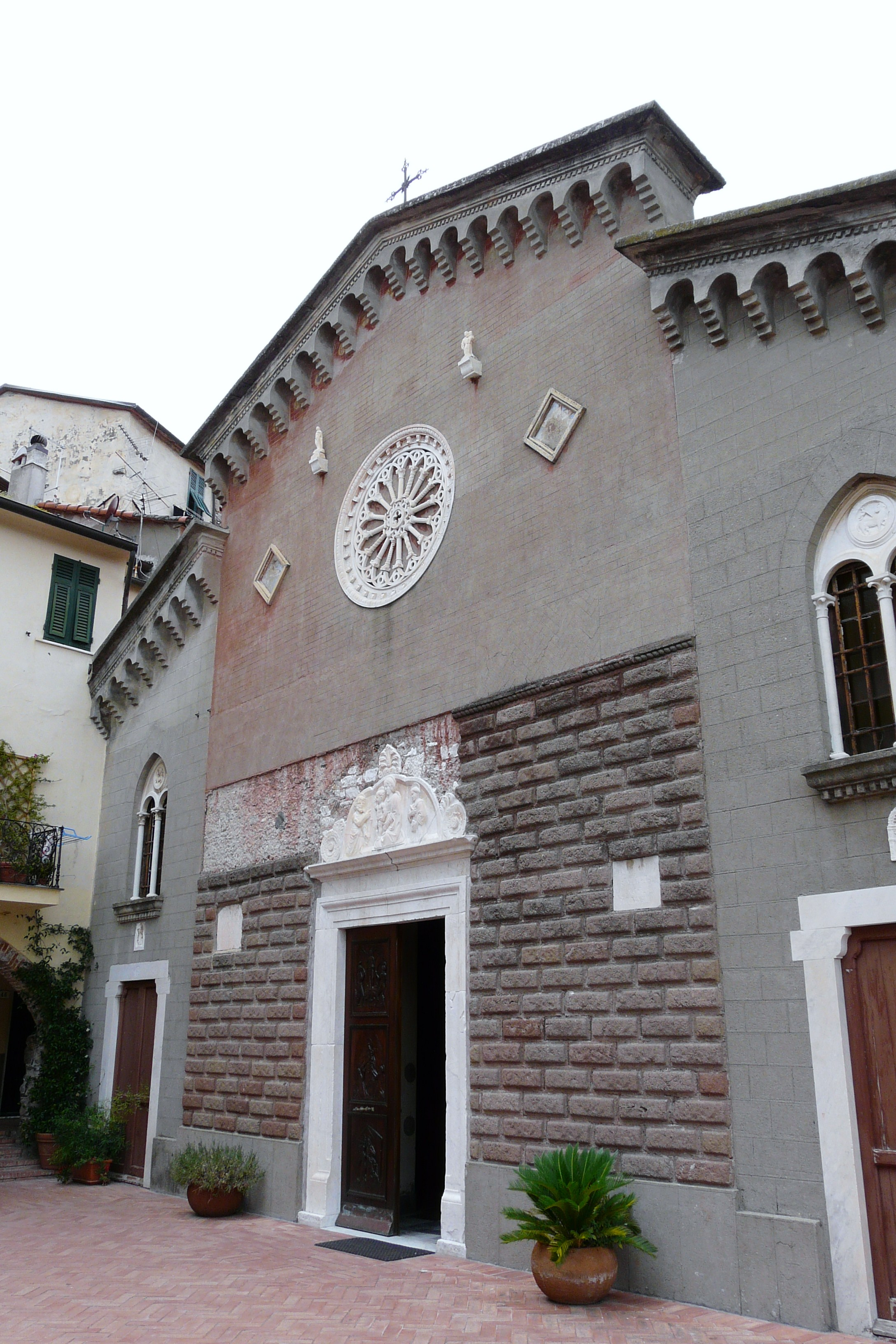
La chiesa dei Santi Vincenzo e Anastasio nel borgo di Ameglia

### Architetture religiose
- Chiesa parrocchiale di San Vincenzo nel capoluogo. La parrocchiale, intitolata ai santi Vincenzo e Anastasio, fu riedificata nel 1932 sulle fondamenta di una preesistente pieve più antica, quest'ultima risalente al XV secolo. La chiesa è ubicata nel centro storico amegliese.
- Oratorio di Nostra Signora Assunta ad Ameglia, del XVIII secolo.
- Chiesa parrocchiale di Sant'Andrea apostolo nella frazione di Bocca di Magra.
- Monastero di Santa Croce del Corvo nella frazione di Bocca di Magra. Fu fondato nel 1176 dal vescovo Pipino. Ospita alcune attività del Centro Lunigianese di Studi Danteschi, tra cui la "Via Dantis" (marchio registrato).
- Chiesa parrocchiale di Sant'Isidoro nella frazione di Fiumaretta.
- Chiesa parrocchiale di San Pietro Apostolo nella frazione di Montemarcello.

### Architetture civili
- Villa dell'Angelo

### Architetture militari
- Castello di Ameglia. Importante possedimento dei vescovi di Luni, la costruzione del castello di Ameglia fu attuata nel 1174. A metà del XV secolo il castello fu ceduto al Banco di San Giorgio e quindi alla Repubblica di Genova. L'edificio è stato sede del palazzo comunale fino al 31 marzo 2008.

### Siti archeologici
- Villa marittima romana, edificata tra il I e il IV secolo a.C. presso Bocca di Magra. I ritrovamenti archeologici dell'antica villa di epoca romana sono custoditi presso il museo civico archeologico "Ubaldo Formentini" della Spezia.
- La necropoli preromana nella frazione di Cafaggio.
- Resti di faro romano nel fiume Magra[15]. Oggi inglobati entro le murature di un edificio moderno.

### Aree naturali
- L'orto botanico di Montemarcello.
- Punta Corvo. Raggiungibile dalla frazione di Montemarcello, la sua spiaggia, premiata nel 2003 da Legambiente come una delle undici spiagge più belle d'Italia[16], è la più estesa tra le tante insenature costiere. Oltre a un percorso boschivo l'insenatura di punta Corvo è raggiungibile con un servizio di imbarcazioni in partenza ogni trenta minuti rispettivamente dalle frazioni costiere di Fiumaretta e Bocca di Magra.
- Scoglio Corvaccino.
- Scoglio Muginara.
- Scoglio Viciatello.

## Società

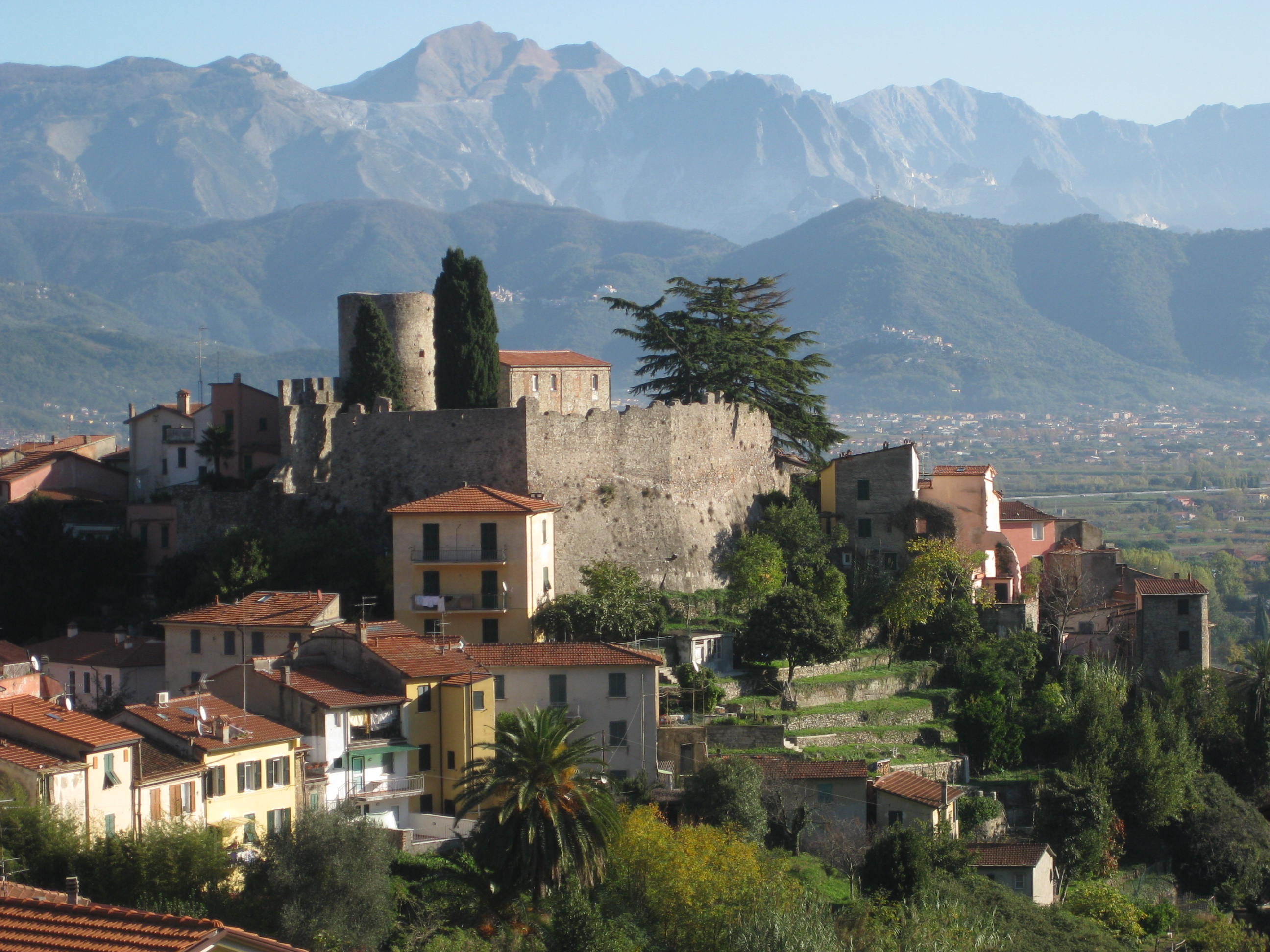
Il borgo e il castello di Ameglia. Sullo sfondo le Alpi Apuane.

### Evoluzione demografica
Abitanti censiti

### Etnie e minoranze straniere

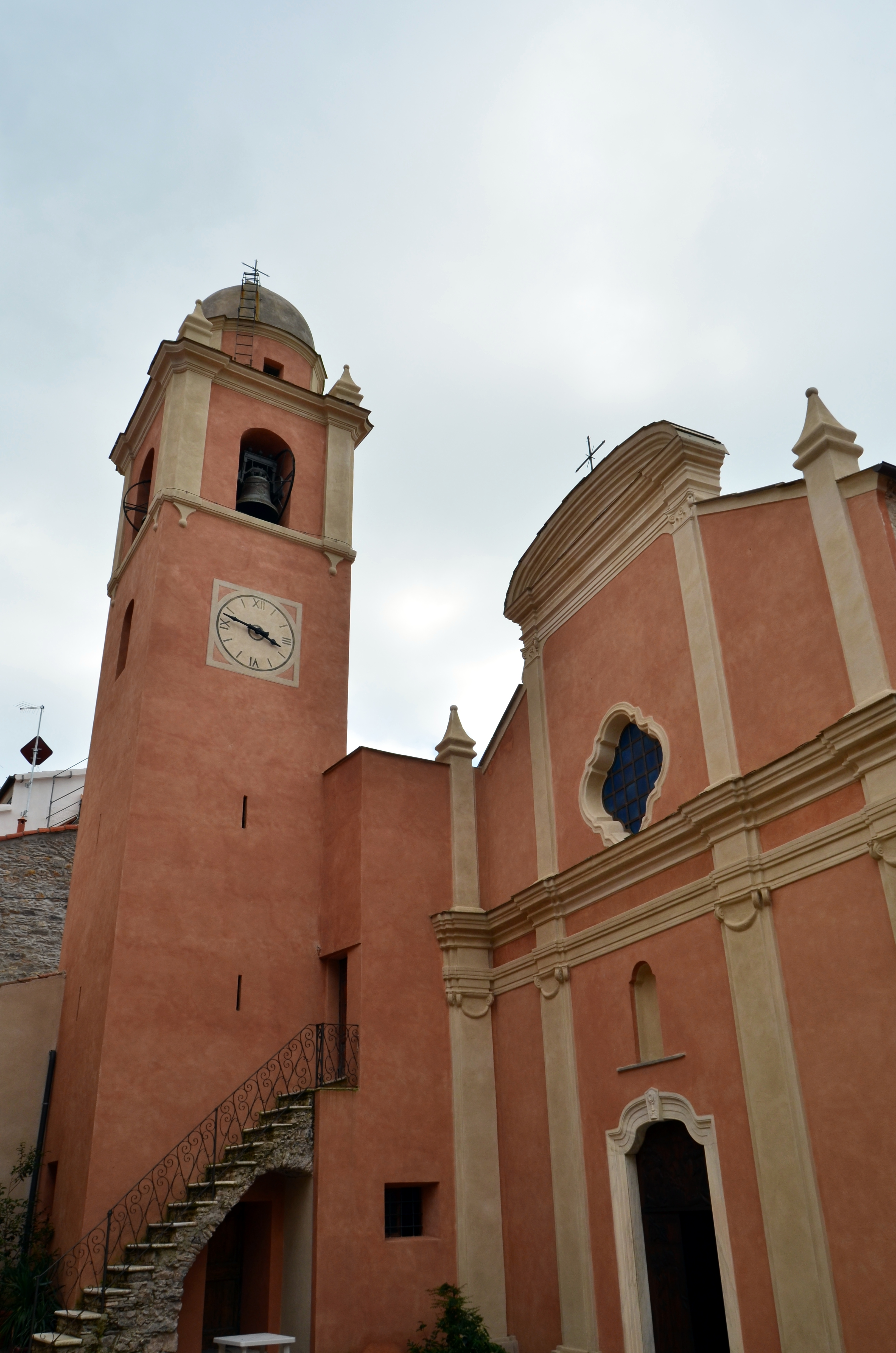
La chiesa parrocchiale di San Pietro apostolo nella frazione di Montemarcello

Secondo i dati Istat al 31 dicembre 2019, i cittadini stranieri residenti ad Ameglia sono 266, così suddivisi per nazionalità, elencando per le presenze più significative:
1. Romania, 115
2. Marocco, 30
3. Albania, 24

### Lingue e dialetti
Il dialetto amegliese, dialetto lunigianese della bassa val di Magra, è parlato nel territorio comunale, nel borgo storico e nella frazione del Cafaggio, e ha dimostrato buona resistenza sino alla metà circa del XX secolo, mentre negli ultimi decenni è andato via via cedendo spazio all'italiano anche nell'ambito familiare.
Tipiche espressioni dialettali sono:
- Te 'n lo sa che pei caciadoi er can gè come o sciopo: fenì a stagion da cacia, i l'agancessen a 'n ciodo!;
- Quel'autro i fa sempre 'r galeto 'n ter polae;
- Me a no vorei chi t'avesen strionà;
- I 'n g'a manco pu i oci da pianze;
- A 'n ghe la fago pu'
- I vae pu' l'unze che o doze
- Pigia o tortaoo e na pigageta per piasee

A go' na gamba a pendigaoa

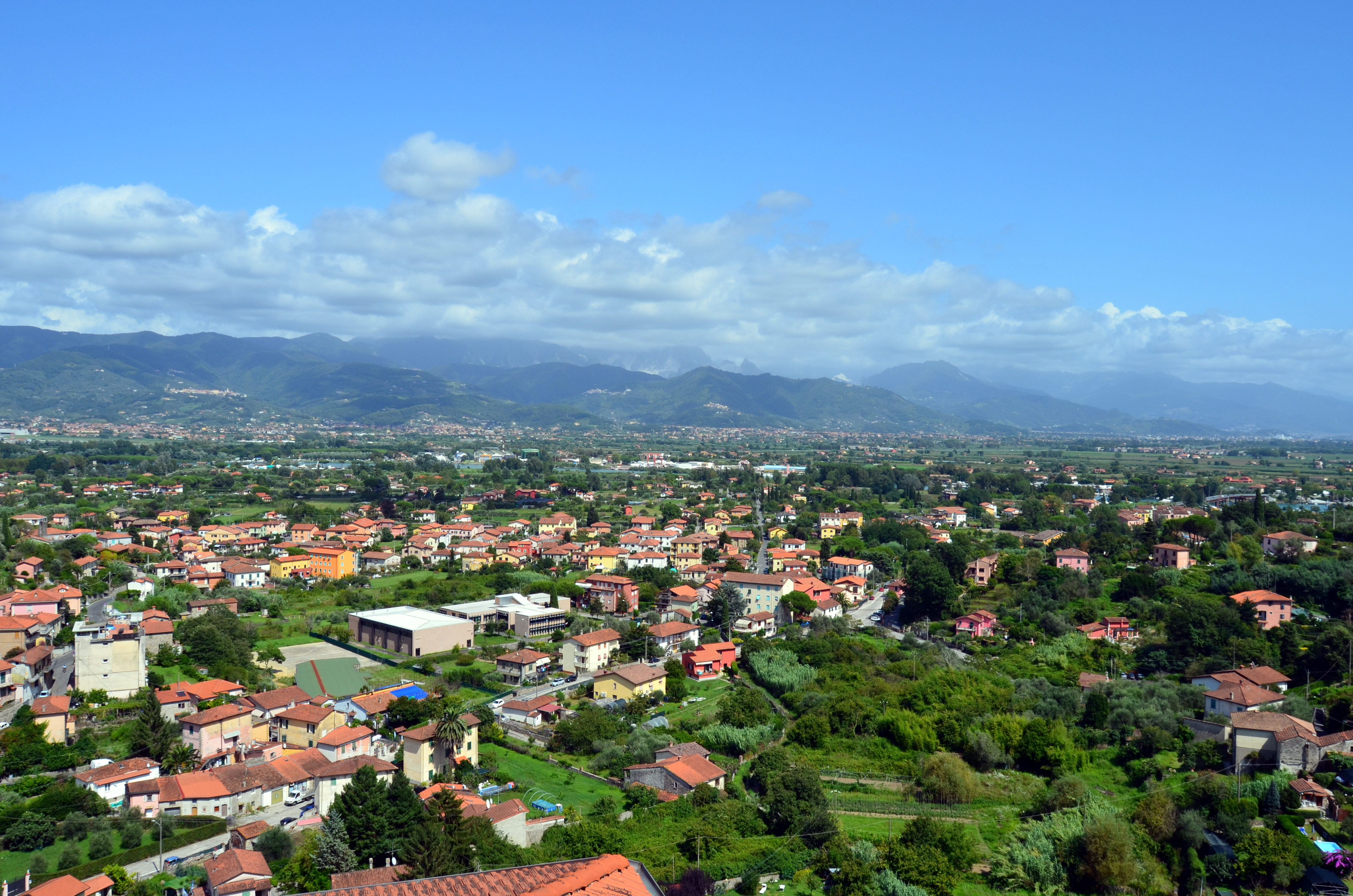
Panorama del territorio amegliese dal borgo medioevale

L'amegliese si discosta dal dialetto spezzino, conservando la pronuncia del suono "zeta", sia sonoro (granzoa, grandine) sia sordo (strazi, stracci), laddove lo spezzino tramuta questi suoni in esse sorda o sonora (spesìn, spezzino, posso, pozzo); lo spezzino inoltre trasforma pl e bl latini in c dolce e g dolce (ciassa, piazza), mentre l'amegliese conserva la p e la b (pu, più, laddove spezzino ciù). L'amegliese comunque si discosta notevolmente anche dagli altri dialetti lunigianesi, come il sarzanese, presentando una musicalità e una cocina di ascendenza spiccatamente ligure, anche se particolare. Rispetto al sarzanese, l'amegliese conserva importanti legami con lo spezzino e il lericino (poveo amegliese per povero, povro sarzanese; asen amegliese per asino, aso sarzanese).
Il dialetto d'Ameglia è inoltre legato alla tradizionale manifestazione carnevalesca l'omo ar bozo. Tra il 2007 ed il 2008 il Comune di Ameglia e la scuola secondaria di primo grado del paese hanno collaborato a un progetto di riscoperta del dialetto amegliese, dando alla luce i testi e la messinscena di commedie dialettali.

### Istituzioni, enti e associazioni
- Il Centro Lunigianese di Studi Danteschi opera presso il monastero di Santa Croce del Corvo, a Bocca di Magra, con le attività del museo dantesco lunigianese di Mulazzo (MS).

## Cultura

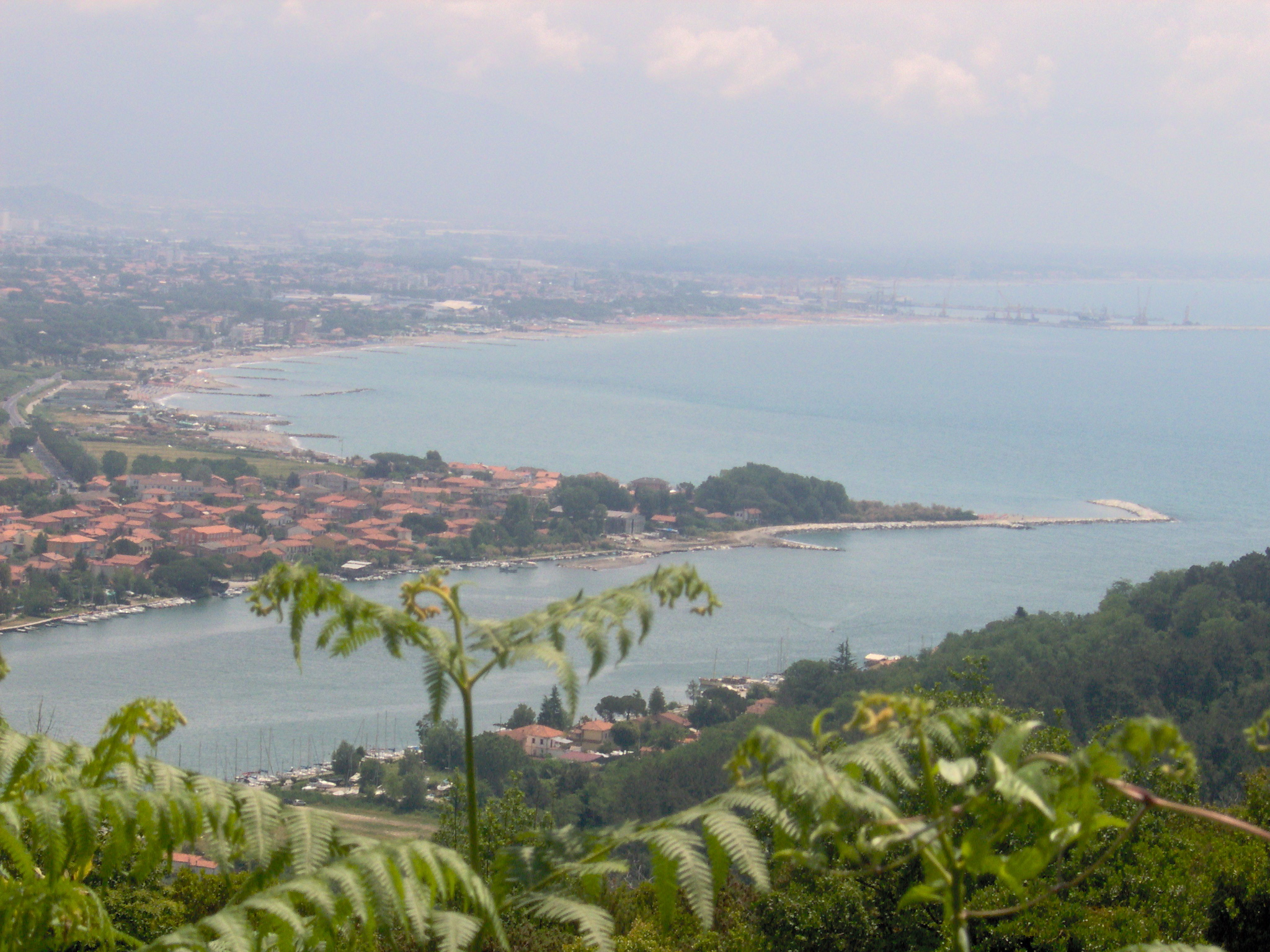
La frazione di Bocca di Magra

### Eventi
- L'Omo ar Bozo[21] è una manifestazione che si svolge l'ultima domenica di carnevale. Nel corso dei secoli è stata sospesa e ripresa più volte a causa dei comportamenti non molto benevoli dei partecipanti; esiste infatti una leggenda popolare la quale dice che, nei primi anni del Novecento, durante questa manifestazione, sia stato giustiziato il sindaco di un paese vicino, forse di Lerici.
- Presso il monastero di Santa Croce del Corvo, si svolgono alcuni importanti eventi del Dante Lunigiana Festival: il premio di letteratura "Frate Ilaro" e la "Via Dantis".
- A Bocca di Magra e a Fiumaretta, dal 1945 alla fine degli anni cinquanta, andò formandosi l'associazione degli Amici di Bocca di Magra: direttamente nella villa degli Olivi di Luigi Biso oppure ospiti delle abitazioni affittate dagli abitanti dei luoghi, le vacanze estive vedevano riunirsi un cenacolo di numerosi intellettuali, scrittori e poeti, tutti ugualmente attratti dal luogo, ancora indenne dallo sviluppo edilizio, e dal piacere d'incontrarsi. 
Tra i frequentatori più noti si ricordano Eugenio Montale, Luciano Bianciardi, Luigi Biso, Giancarlo De Carlo, Vittorio Sereni, Giovanni Pintori, Valentino Bompiani, Giulio Einaudi, Marguerite Duras, Franco Fortini, Lica e Albe Steiner, Elio Vittorini, Italo Calvino.

## Geografia antropica

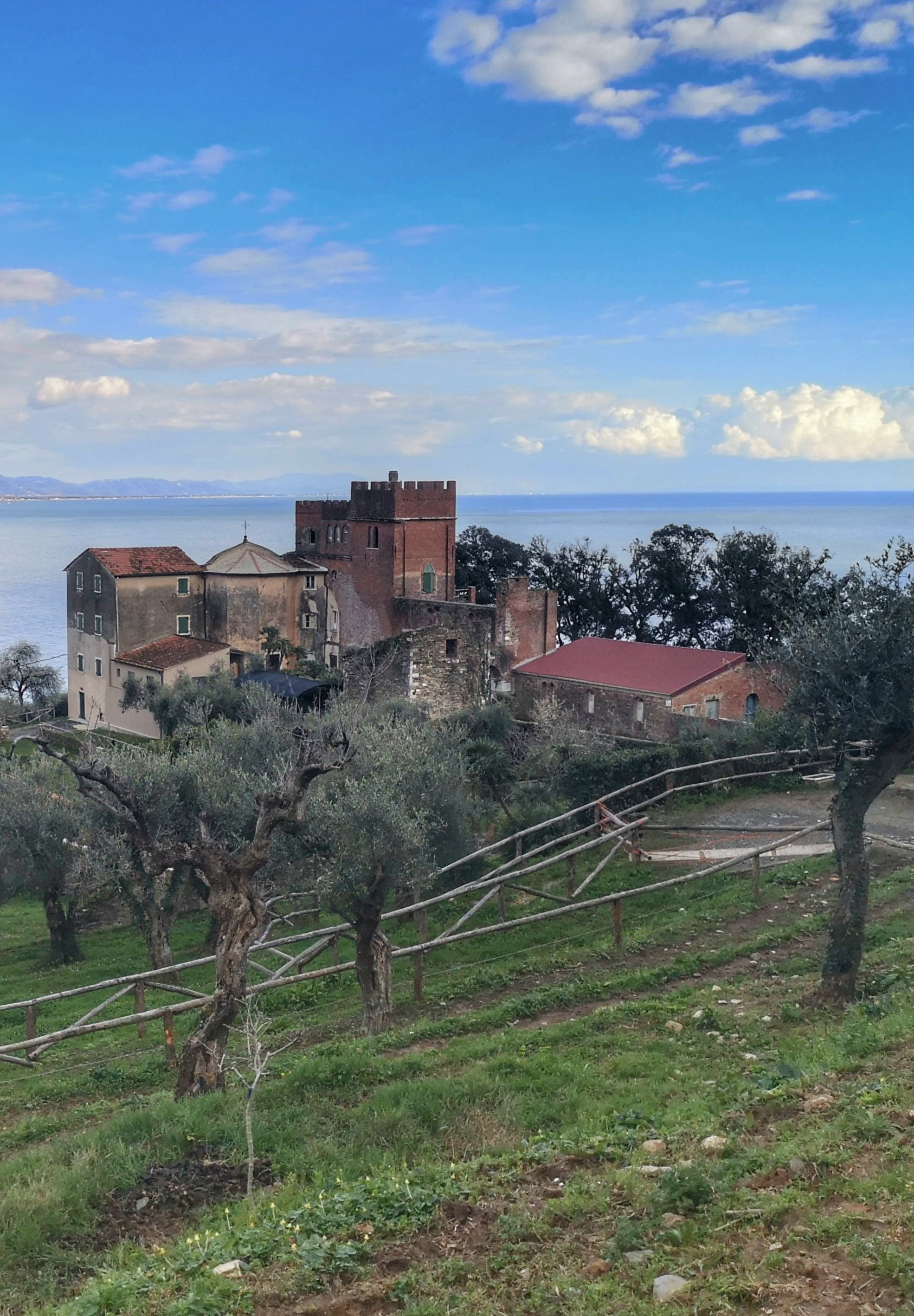
Il monastero di Santa Croce del Corvo

Il comune è costituito, oltre al capoluogo, dalle quattro frazioni di Bocca di Magra, Cafaggio, Fiumaretta e Montemarcello per un totale di 14,17 km2.
Confina a nord e a est con il comune di Sarzana, a sud è bagnato dal mar Ligure e a ovest con Lerici.

### Frazioni
- Cafaggio. Sviluppatosi negli ultimi decenni del XX secolo su preesistenti vigneti e uliveti del XVIII secolo, nella frazione furono rinvenute tra il 1976 e il 1977 tracce di un'antica necropoli della seconda Età del ferro.
- Bocca di Magra. Il luogo, alla foce del fiume Magra e ai piedi del monte Caprione, è conosciuto già dall'epoca romana e ne sono testimonianza i resti di una villa del I - IV secolo a.C., situata all'estremità del borgo attuale. 
Nasce come villaggio di pescatori e nell'immediato dopoguerra diventa luogo di ritrovo estivo di intellettuali e scrittori. Con l'avvento del turismo di massa si trasforma in località turistica balneare.
- Fiumaretta. Situata di fronte a Bocca di Magra, sulla riva sinistra della foce del fiume Magra. Sorse nel 1855 a seguito delle bonifiche attuate nella zona paludosa alluvionale compresa tra l'antica città di Luni, Marinella di Sarzana e il fiume. Attualmente è una stazione balneare. Nei pressi della frazione sorgeva in epoca medievale un piccolo approdo denominato San Maurizio, il quale prendeva il nome da una piccola chiesetta dedicata al santo. Il porto, che da tempo aveva sostituito quello di Luni, era utilizzato da viaggiatori e pellegrini, ma anche per il trasporto delle merci.
- Montemarcello. È un borgo medievale fortificato che si trova nel cuore del monte Caprione e dall'alto domina sia la val di Magra che il golfo della Spezia.

## Economia
Le principali attività economiche consistono nell'agricoltura (coltivazione dell'ulivo, uva e frutta) e nel settore turistico. La località ha ottenuto dalla FEE-Italia (Foundation for Environmental Education) il conferimento della Bandiera Blu per la qualità delle sue spiagge nel 2021. 

La frazione Montemarcello fa parte del circuito dei borghi più belli d'Italia.

## Infrastrutture e trasporti

### Strade

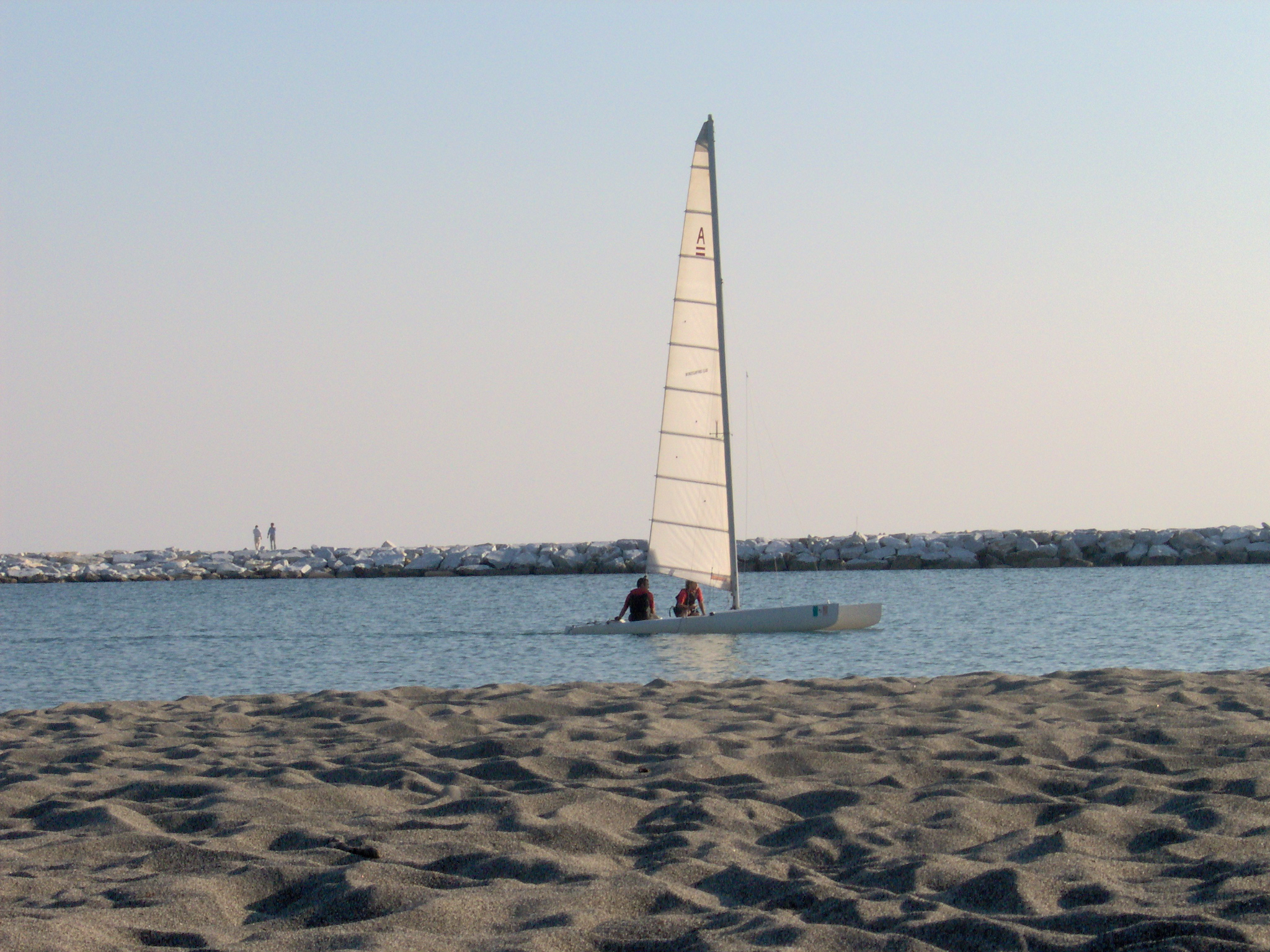
Catamarano nella rada di Fiumaretta

Una strada importante, ai fini del traffico commerciale, che attraversa il territorio comunale nella zona pianeggiante, è la strada statale 432 della Bocca di Magra, che serve da arteria costiera e che collega la strada statale 1 Via Aurelia nei pressi di Romito Magra (frazione di Arcola) a Marina di Carrara.
Esiste anche un'altra via, che collega Ameglia a Lerici ed è la strada provinciale 28, che attraversa il monte Caprione da Montemarcello e, passando sopra Tellaro, arriva in località La Serra, sempre nel territorio comunale lericino. Si tratta di una strada panoramica dalla quale si può ammirare tutto il golfo della Spezia e, nelle giornate particolarmente limpide, la visuale che si apre sul mar Tirreno consente la vista di capo Corso (Corsica).

### Mobilità urbana
Dai comuni di Sarzana e Luni un servizio di trasporto pubblico locale gestito dall'ATC garantisce quotidiani collegamenti bus con Ameglia e per le altre località del territorio comunale.

### Altro
Nei pressi della frazione di Bocca di Magra, alla foce del fiume Magra, è presente un porticciolo attrezzato per l'ormeggio di imbarcazioni da diporto medio piccole.
Sempre da Bocca di Magra e da Fiumaretta ci sono scali di linee per il collegamento marittimo stagionale estivo, con "Gli Spiaggioni", una spiaggia nel territorio comunale, accessibile anche via terra tramite un impervio sentiero che parte da punta Corvo a Montemarcello.
Ameglia Servizi Turistici Srl, società partecipata dal Comune che gestiva il porticciolo e altri servizi di pubblica utilità, ha dichiarato fallimento alla fine del 2017.

## Amministrazione

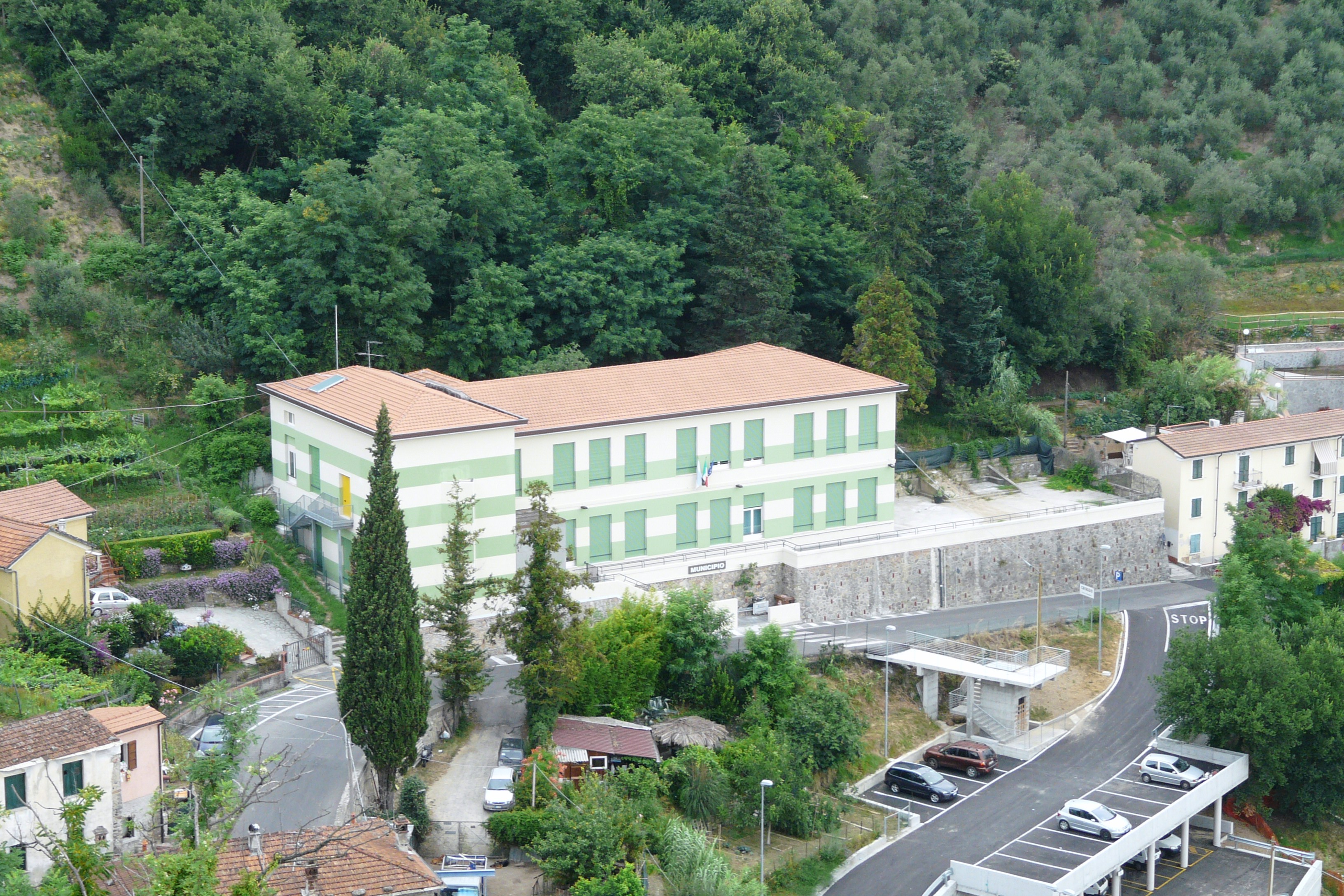
L'attuale palazzo municipale

| Periodo         | Periodo         | Primo cittadino     | Partito                                               | Carica      | Note   |
| --------------- | --------------- | ------------------- | ----------------------------------------------------- | ----------- | ------ |
| 7 luglio 1985   | 27 luglio 1990  | Mauro Ciri          | Democrazia Cristiana                                  | Sindaco     |        |
| 27 luglio 1990  | 24 aprile 1995  | Piero Malfanti      | Democrazia Cristiana                                  | Sindaco     |        |
| 24 aprile 1995  | 14 gennaio 1999 | Francesco Pisani    | Scelta democratica (lista civica di centro-sinistra)  | Sindaco     |        |
| 14 gennaio 1999 | 14 gennaio 2004 | Francesco Pisani    | Scelta democratica (lista civica di centro-sinistra)  | Sindaco     |        |
| 14 gennaio 2004 | 8 giugno 2009   | Umberto Galazzo     | Scelta democratica (lista civica di centro-sinistra)  | Sindaco     |        |
| 8 giugno 2009   | 26 maggio 2014  | Umberto Galazzo     | Partito Democratico                                   | Sindaco     |        |
| 26 maggio 2014  | 11 giugno 2015  | Giacomo Giampedrone | Giampedrone (lista civica di centro-destra)           | Sindaco     | [ 25 ] |
| 11 giugno 2015  | 7 giugno 2016   | Andrea De Ranieri   | Giampedrone (lista civica di centro-destra)           | Vicesindaco | [ 26 ] |
| 7 giugno 2016   | 4 ottobre 2021  | Andrea De Ranieri   | La nuova lista civica (lista civica di centro-destra) | Sindaco     |        |
| 4 ottobre 2021  | in carica       | Umberto Galazzo     | Uniti x Ameglia (lista civica di centro-sinistra)     | Sindaco     |        |

## Sport
- A.C. Iron Fox Amegliese, militante nel campionato di Prima Categoria.

Tra le società del passato l'A.S.D. Borgo Foce Magra A. F. il cui ultimo campionato è stato disputato in Prima Categoria.